# 李質 (唐朝將領)
李质（？—823年），唐朝将领。 
李质开始是汴州宣武军节度使的牙将。李㝏兵变驱赶节度使李愿，担任宣武军留后，以李质为心腹。朝廷征召李㝏入朝，李质劝他前去，李㝏不从。李㝏头上发疽，李质与监军姚文寿计划，斩杀李㝏传首京师。唐穆宗下诏以韩充镇汴州。韩充未至，李质权知军州事。汴州牙兵二千人，每天给酒食，物力已经不济。韩充将至，李质说：“若韩公至，马上除去二千人的每天膳食，人心一定涣散；如果不除去，后来当无以为继。不可把这种弊政留给节帅。”于是处分中止每天的膳食来迎接韩充。召他入朝为金吾将军，长庆三年四月去世。